# Seututie 126
Pour les articles homonymes, voir Route 126.
La route régionale 126 (finnois : Seututie 126)  est une route régionale allant de Karkkila jusqu'à Lohja en Finlande.

## Description
La route régionale 126 va du centre de Karkkila jusqu'à Ikkala dans la municipalité de  Lohja. 
EIle commence au croisement de la route 2  et de la route régionale 133 à l'est du centre de Karkkila et mène jusqu'au village d'Ikkala.